# Dilma Rousseff
Dilma Vana Rousseff (/ˈd͡ʒiwmɐ ˈvanɐ ʁuˈsɛf(i)/), née le 14 décembre 1947 à Belo Horizonte (Brésil), est une économiste et femme d'État brésilienne. Membre du Parti des travailleurs (PT), elle est présidente de la république fédérative du Brésil du 1er janvier 2011 au 31 août 2016.
Ministre des Mines et de l'Énergie de 2003 à 2005 puis ministre de la Maison civile du président Luiz Inácio Lula da Silva à partir de 2005, elle est la candidate du PT à l'élection présidentielle de 2010, qu'elle remporte au second tour face à José Serra.
Première femme à exercer la fonction de chef de l'État au Brésil, elle est réélue de justesse en 2014, face à Aécio Neves. Sa présidence est marquée par un déclin de l'économie brésilienne et par des scandales de corruption touchant une grande partie de la classe politique.
Elle est destituée pour maquillage des comptes publics par le Sénat le 31 août 2016, au terme d'une procédure controversée. Elle échoue à devenir sénatrice lors des élections parlementaires de 2018.
En 2023, après le retour de Lula au pouvoir, elle devient présidente de la Nouvelle banque de développement (banque des BRICS).

## Situation personnelle

### Famille
Dilma Rousseff est la fille de Dilma Jane da Silva (1924-2019) et de l'avocat et homme d'affaires bulgare Pedro Rousseff (Petar Russev, en bulgare Петър Русев /pɛtɤr rusɛf/), sympathisant du Parti communiste bulgare qui émigre en 1929 en France, où il vit jusqu'à la fin de la Seconde Guerre mondiale ; c'est pour cette raison que le nom de famille est transcrit à la française. Il s'installe en Argentine en 1944, et, peu après, au Brésil, où il épouse Dilma Jane da Silva, avec qui il a trois enfants : Igor, Dilma et Zana.
Lors de sa campagne présidentielle en 2010, Dilma Rousseff laisse entendre, devant la Confédération israélite du Brésil, que sa grand-mère maternelle était cristã-nova.

### Guérilla sous la dictature
Pendant la dictature militaire, Dilma Rousseff intègre le commando de libération nationale, organisation d'extrême gauche, devenu plus tard le VAR Palmares. Arrêtée en 1970, elle est torturée pendant vingt-deux jours, notamment par le colonel Carlos Alberto Brilhante Ustra, puis condamnée par un tribunal militaire et détenue trois ans jusqu'en 1973.
À l'époque de sa détention, elle est surnommée la « Jeanne d'Arc de la guérilla », en raison de son implication dans le mouvement.
À la fin des années 1970, elle épouse un autre membre du mouvement guérillero, Carlos Franklin Paixão de Araújo, avec qui elle a une fille, et s'installe avec lui dans l'État du Rio Grande do Sul.
En 1977, elle obtient un diplôme de l'École de sciences économiques de l'université fédérale du Rio Grande do Sul.

## Parcours politique

### Débuts
À la même époque, elle participait à la restructuration du Parti démocratique travailliste (PDT). Durant le gouvernement d'Alceu Collares en Rio Grande do Sul, entre 1991 et 1995, elle fut nommée secrétaire d'État à l'Énergie.
Elle rejoint le Parti des travailleurs (PT) en 2001.

### Ministre des Mines et de l'Énergie

#### Nomination
Le président Luiz Inácio Lula da Silva, nouvellement élu, la nomme en janvier 2003 ministre des Mines et de l'Énergie, fonction qu'elle occupe durant deux ans et demi.

#### Barrages hydroélectriques du bassin amazonien
L'administration Rousseff s'efforce de mener à bien un certain nombre de projets de barrages hydroélectriques dans le bassin de l'Amazone, malgré les appels des résidents locaux des zones touchées, y compris les tribus autochtones, et les pressions de groupes nationaux et internationaux. L’opposition aux projets de barrages, en particulier le projet de barrage de Belo Monte, était motivée par des préoccupations environnementales, économiques et des droits de l’homme, à la fois pour les personnes déplacées et pour les travailleurs amenés d’autres régions du Brésil pour les construire. Le chef des Xingu, Raoni Metuktire, et des membres d'autres tribus touchées par des projets de barrage hydroélectrique proposés ou en cours de construction , des ONG brésiliennes et internationales, y compris Greenpeace ainsi que des personnalités internationales, notamment le réalisateur James Cameron, l'actrice Sigourney Weaver et le musicien Sting ont tous appelé à l'arrêt des projets hydroélectriques dans le bassin de l'Amazone.

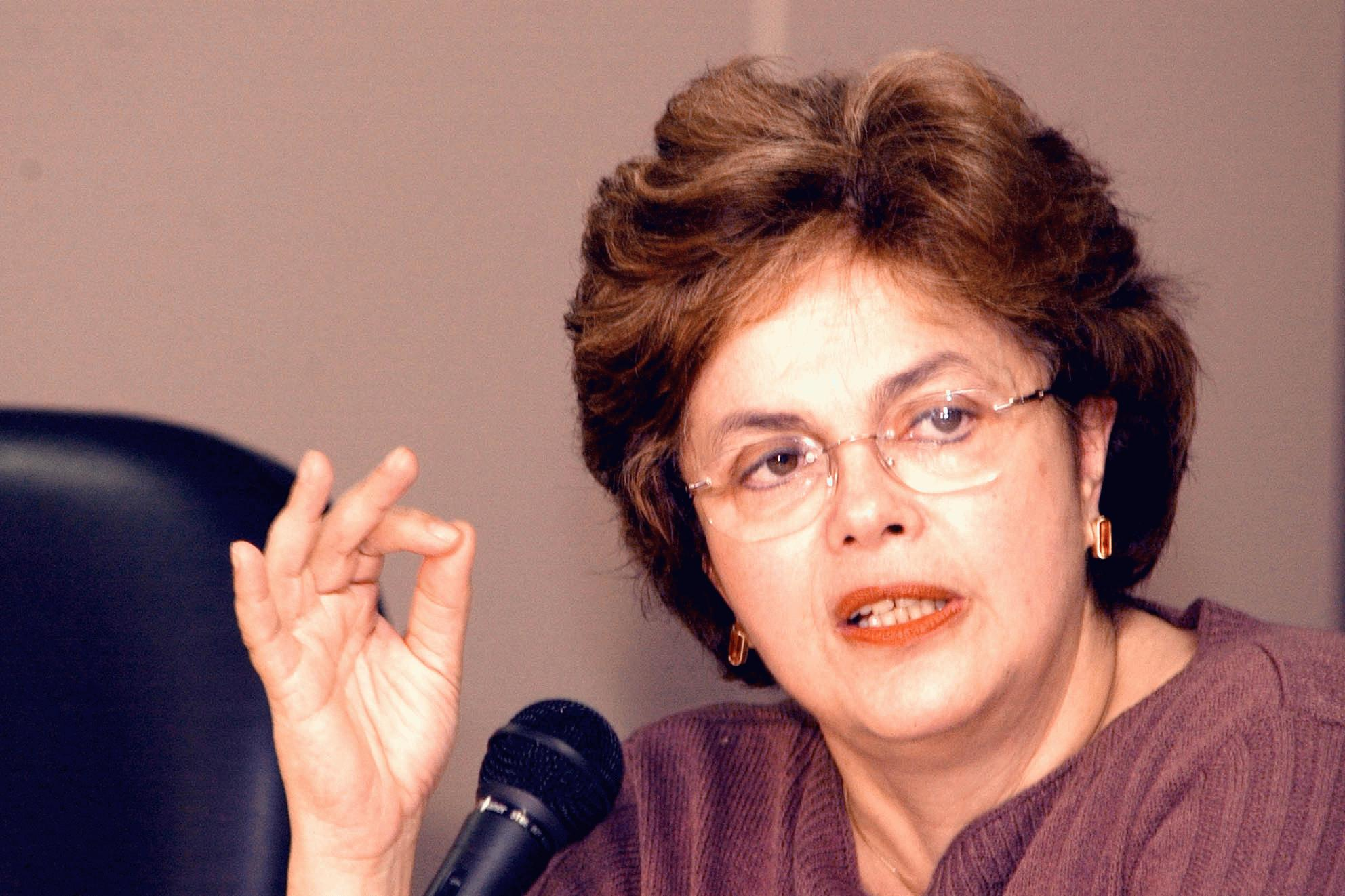
Dilma Rousseff en 2005.

Les conditions de travail des ouvriers des projets étaient dures, alors que les salaires étaient bas malgré le coût de la vie élevé sur les chantiers isolés. Cela a conduit à des grèves et à d'autres actions de travailleurs dans plusieurs projets hydroélectriques. Au printemps 2012, 17 000 travailleurs du site du barrage de Jirau se sont mis en grève pendant plus de trois semaines. Certains ont ensuite commencé à piller les magasins de l'entreprise, incendiant des structures de barrage et détruisant les logements des travailleurs. Les troupes militaires ont finalement été déployées pour réprimer les émeutes et mettre fin à la frappe.
Entre-temps, de nombreux tribunaux, bureaux et gouvernements d’États continuent de plaider en faveur de l’arrêt des projets de barrages; le statut du projet de Belo Monte a été reporté si souvent par le biais d'injonctions et d'appels qu'il ne restait que la tribunal suprême fédéral du Brésil - ainsi que, théoriquement, la Cour interaméricaine des droits de l'homme (CIDH), l'organe juridictionnel du Organisation des États américains (OEA), qui a également appelé le Brésil à mettre fin au projet de Belo Monte et à d'autres projets accusés de violations des droits de l'homme. Cependant, la présidente Rousseff avait déjà rappelé l'ambassadeur du Brésil auprès de l'OEA et avait en outre gelé la contribution annuelle du Brésil à la CIDH, soit environ 800 000 dollars US.

### Ministre de la Maison civile
Le 21 juin 2005, elle devient ministre de la Maison civile (le plus haut poste du gouvernement) après la démission de José Dirceu, accusé de corruption. Dans un contexte de scandales de même nature ayant touché plusieurs dirigeants du PT, elle devient alors la « dauphine » de Lula.
Elle annonce qu'elle est atteinte d'un cancer lymphatique le 25 avril 2009. Elle subit une opération, puis un traitement de chimiothérapie, à l'issue duquel elle est guérie,.

### Campagne présidentielle de 2010
Lula ne pouvant se représenter après avoir exercé deux mandats consécutifs, elle apparaît comme celle ayant ses faveurs. En juin 2010, elle lance sa campagne en vue de l'élection présidentielle d'octobre suivant. À cette occasion, elle apparaît totalement « relookée » : elle abandonne ses lunettes pour des lentilles de contact, change de coiffure et reconnaît avoir eu recours à la chirurgie esthétique pour « adoucir ses traits »,. Lula la soutient activement pendant la campagne électorale, mettant notamment en avant son bilan en matière de lutte contre la pauvreté.
Sa coalition étant formée de neuf partis politiques, elle bénéficie du plus important temps de parole à la télévision. Donnée par plusieurs sondages victorieuse dès le premier tour, elle obtient finalement 46,9 % des voix et est contrainte à un second tour face à José Serra, ancien gouverneur de l'État de São Paulo et candidat du Parti de la social-démocratie brésilienne (centre droit). Pendant l'entre-deux tours, elle cherche à rallier les voix de l'évangéliste Marina Silva en s'engageant à ne pas légaliser l'avortement et le mariage homosexuel, ce qui lui attire des critiques. Elle l'emporte avec 56 % des voix au second tour et devient ainsi la première femme élue à la présidence fédérale du Brésil.

### Présidente de la République

#### Premier mandat (2011-2015)
Son investiture a lieu le 1er janvier 2011. Elle succède ainsi au président Lula qui lui passe l'écharpe présidentielle, devant les députés et les sénateurs, à Brasilia.
Alors qu'elle s'est engagée à promouvoir les femmes à travers des nominations importantes, celles-ci ne comptent que parmi 24 % des ministres et 21 % des dirigeants de cabinets et de grandes entreprises publiques. La presse moque cependant un gouvernement de « République sur talons hauts ».

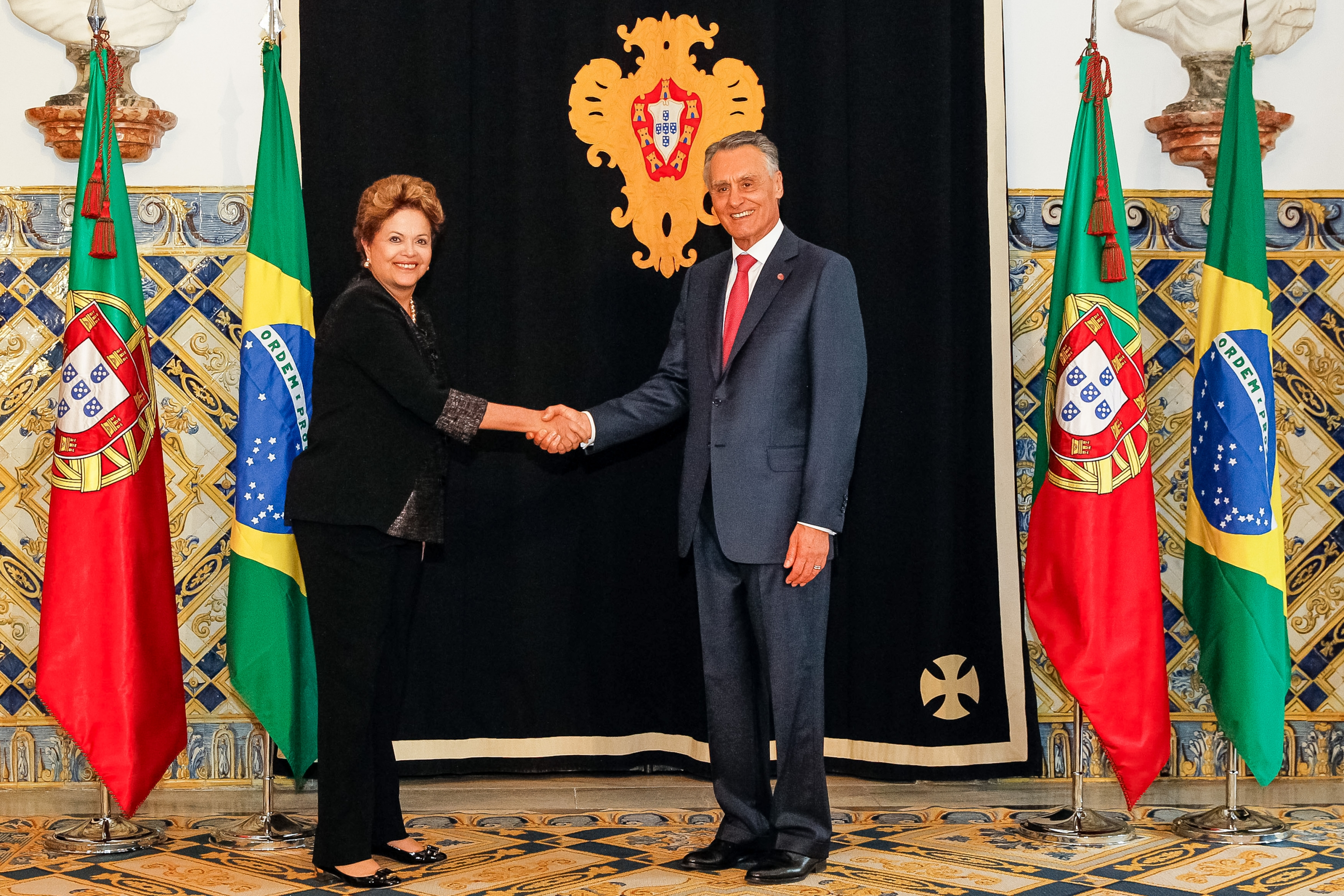
Dilma Rousseff en compagnie du président portugais, Aníbal Cavaco Silva, à Lisbonne, en 2013.

En 2011 et 2012, Forbes la classe au troisième rang de la liste des femmes les plus puissantes du monde. Elle occupe en 2013 le deuxième rang, en 2014, le quatrième et en 2015, le septième.

##### Protestations et critiques
Elle doit faire face, tout au long de l'année 2013, à un important mouvement protestataire brocardant la politique du gouvernement et en particulier les importantes dépenses liées à l'organisation de la Coupe du monde de football de 2014. Son gouvernement dépense ainsi 11 milliards d'euros pour héberger la 20e édition de la Coupe du monde de football, alors que plus d'un million de Brésiliens vivent dans la rue. Lors de la compétition, au stade Maracanã, elle se fait huer à chacune de ses apparitions.
La première année de son mandat est notamment marquée par plusieurs scandales, en particulier de corruption, qui conduisent quatre membres de son gouvernement à démissionner entre mai et août 2011,,, dont le ministre de l'Environnement, qui a refusé de donner son aval au projet de construction du barrage de Belo Monte, contre la volonté de Dilma Rousseff. Elle est très critiquée par de nombreuses associations écologistes et par les Amérindiens, dont le Chef Raoni, depuis qu'elle a accepté la construction de ce groupe de barrages.

##### Questions économiques et sociales
En 2013, le gouvernement revoit le statut des domestiques. La loi impose désormais une durée maximale de travail de quarante-quatre heures par semaine, le paiement d’heures supplémentaires en cas de dépassement, un salaire minimum, la possibilité de prendre des pauses, une couverture santé aux employés de maison et rend obligatoires les indemnités de licenciement.
La situation économique du pays se détériore, la croissance du pays s'établissant à 0,2 % en 2014, contre 7,5 % en 2010, tandis que la production industrielle baisse et que le real perd de sa valeur face au dollar,. Le Brésil se fait sanctionner pour sa faible croissance en mars 2014 par l'agence de notation Standard & Poor's, qui abaisse sa note de crédit. Dilma Rousseff est également contestée en raison de l'augmentation de l'inflation, de la pauvreté et de l'écart entre les classes aisées et les classes populaires. Cependant, le chômage reste à un niveau relativement faible (5 %).

##### Espionnage par les États-Unis
Dilma Rousseff annule sa visite aux États-Unis prévue en octobre 2013 après la publication de documents relatifs à sa mise sur écoute par la NSA. Washington a également espionné les communications de la compagnie pétrolière Petrobras.
La question du pétrole brésilien est source de tensions entre Washington et Brasília depuis la désignation, par Lula, de Petrobras comme opérateur de l’exploration de champs pétroliers découverts en 2006 au large de Rio de Janeiro. L'administration Obama a tenté, sans succès, de convaincre Dilma Rousseff d’en confier l’exploitation à des multinationales américaines. « Ces tentatives de violation et d’espionnage de données et d’informations sont incompatibles avec la cohabitation démocratique entre des pays amis, a souligné la présidente brésilienne. Nous prendrons toutes les mesures pour protéger le pays, le gouvernement et les entreprises. »

##### Droits de l'Homme
Dilma Roussef crée en 2011 une Commission nationale de la vérité (CNV) ayant pour mission d’enquêter sur les violations des droits humains commis pendant la dictature (1964-1985). Émis le 10 décembre 2014, le rapport final de la CNV a conclu que la pratique de la détention illégale et arbitraire, de la torture, des violences sexuelles, des exécutions et des disparitions forcées a représenté une politique d’État qui, étant donné sa portée, constitue un crime contre l’humanité. Une liste de 377 fonctionnaires responsables à différents niveaux a été soumise à la Présidente. La CNV a été officiellement dissoute le 16 décembre 2014.
À la suite des révélations d'Edward Snowden sur les écoutes de la National Security Agency (NSA), elle fait voter le Marco Civil da Internet, une loi sur Internet qui garantit la protection des données personnelles et la neutralité du net.

#### Élection présidentielle de 2014
Candidate à sa réélection, elle l'emporte de justesse au second tour de scrutin, le 26 octobre 2014, en recueillant 51,64 % des voix face au candidat du Parti de la social-démocratie brésilienne, Aécio Neves, qui prônait une politique économique plus libérale. Lors de l'investiture pour son second mandat, le 1er janvier 2015, elle promet le retour de la croissance au Brésil,.

#### Second mandat (2015-2016)

##### Politique économique

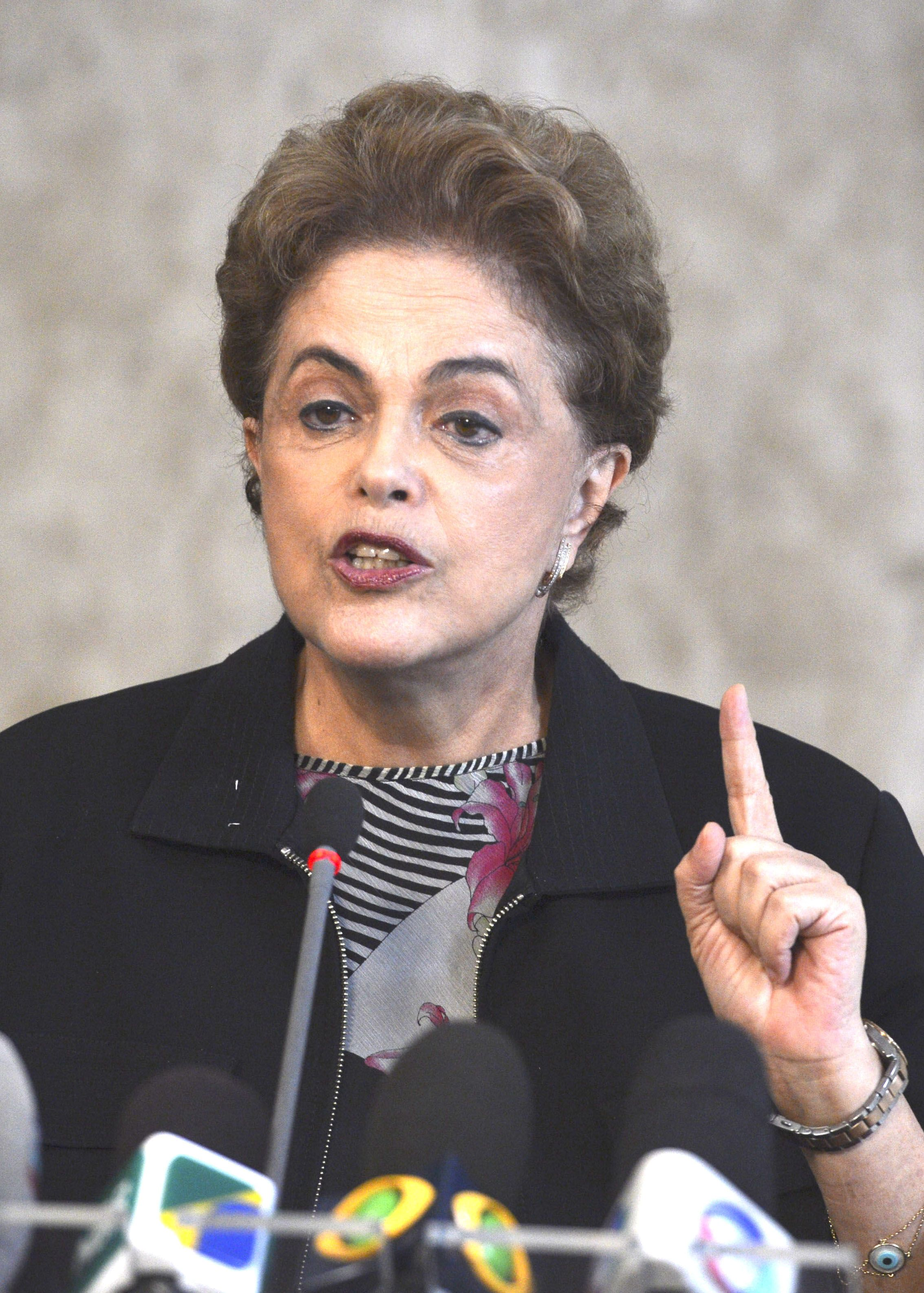
Dilma Rousseff en mars 2016.

Le début du second mandat de Dilma Rousseff voit une aggravation de la situation économique, en partie en raison de la chute des cours des matières premières sur les marchés mondiaux : croissance nulle puis récession, baisse de l'investissement, de la consommation et du commerce extérieur, hausse du chômage. Pour assainir les finances publiques, elle décide d'un virage austéritaire, mené par son ministre des Finances, Joaquim Levy, qui coupe dans les dépenses sociales (notamment dans le programme phare de son prédécesseur Lula, « Bolsa Família »), d'éducation et l'investissement. Ce « tournant de la rigueur » suscite les critiques d'élus de gauche, qui lui reprochent de délaisser les classes populaires,.
À partir de septembre 2015, alors que le Brésil connait sa plus mauvaise période de croissance en 25 ans (recul du PIB de 3,8 % en 2015), plusieurs agences de notation financière dégradent la note du pays et relèvent l'échec des mesures d'austérité qui ont été prises,,. Fitch Ratings compare, début mai 2016, les perspectives économiques du Brésil à celles qui prévalaient en Argentine en 2001, quelques mois avant son défaut de paiement.

##### Scandales de corruption touchant la classe politique
Le scandale de corruption Petrobras, qui met au jour l'existence de commissions versées à des personnalités politiques en échange de leur implication dans des contrats publics surfacturés, touche plusieurs partis politiques, dont des membres de son mouvement, le Parti des travailleurs, ainsi que des membres des partis du centre et de la droite faisant partie de la coalition au pouvoir.
Bien que le nom de Dilma Rousseff ne soit pas cité, une partie de l'opinion la juge partiellement responsable de l'affaire, puisqu'elle présidait, en tant que membre du gouvernement, le conseil d'administration de la société pétrolière publique Petrobras de 2003 à 2010,,. Les partis d'opposition, également touchés par l'affaire, évitent dans un premier temps de prendre position,,. En août 2015, environ 500 000 personnes manifestent pour demander la destitution de Dilma Rousseff, qui voit sa cote de popularité tomber sous les 10 %. Plusieurs de ses soutiens politiques et collaborateurs sont arrêtés et emprisonnés,.
Delcídio do Amaral, sénateur et ancien chef du Parti des travailleurs au Sénat impliqué dans le scandale Petrobras, affirme, début mars 2016, que Dilma Rousseff a bénéficié de pots-de-vin provenant de contrats surfacturés liés à la construction du barrage de Belo Monte (Amazonie) ; selon lui, elle « savait tout » du réseau Petrobras,. Une enquête judiciaire sur sa campagne présidentielle de 2014 est ainsi relancée et le Tribunal suprême fédéral inclut ces accusations dans le dossier d'enquête sur Petrobras. De son côté, Otávio Azevedo (pt), ancien PDG de la deuxième société du BTP au Brésil, déclare aux enquêteurs travaillant sur le scandale Petrobras que des millions de dollars destinés aux campagnes électorales de Dilma Rousseff provenaient en fait de dessous-de-table liés au groupe pétrolier, via des surfacturations. Si ces accusations sont vérifiées, elles pourraient conduire à l'annulation de l'élection présidentielle de 2014.
Le 17 mars 2016, Dilma Rousseff nomme son prédécesseur Lula, qui est accusé de corruption et de blanchiment d'argent, ministre de la Maison civile, la fonction la plus élevée du gouvernement, ce qui empêcherait celui-ci d'être mis en détention. La veille, une écoute téléphonique réalisée entre elle et Lula, est rendue publique par le juge fédéral Sérgio Moro, laisse entendre qu'il y a eu arrangement entre eux pour stopper les poursuites pénales ordinaires contre Lula. L'impartialité du juge Sérgio Moro est alors remise en cause par les partisans de Dilma Rousseff ; il se voit dessaisi de l'enquête sur le scandale Petrobras après la publication de cette écoute. Le 18 mars, le Tribunal suprême fédéral suspend la nomination de Lula pour entrave à la justice. En août 2016, une enquête est ouverte à l'encontre de Dilma Rousseff pour « entrave à la justice » en raison de cette nomination.
Elle favorise les enquêtes du Lava Jato en élargissant le délit de corruption et les compétences des juges.

##### Destitution par le Parlement

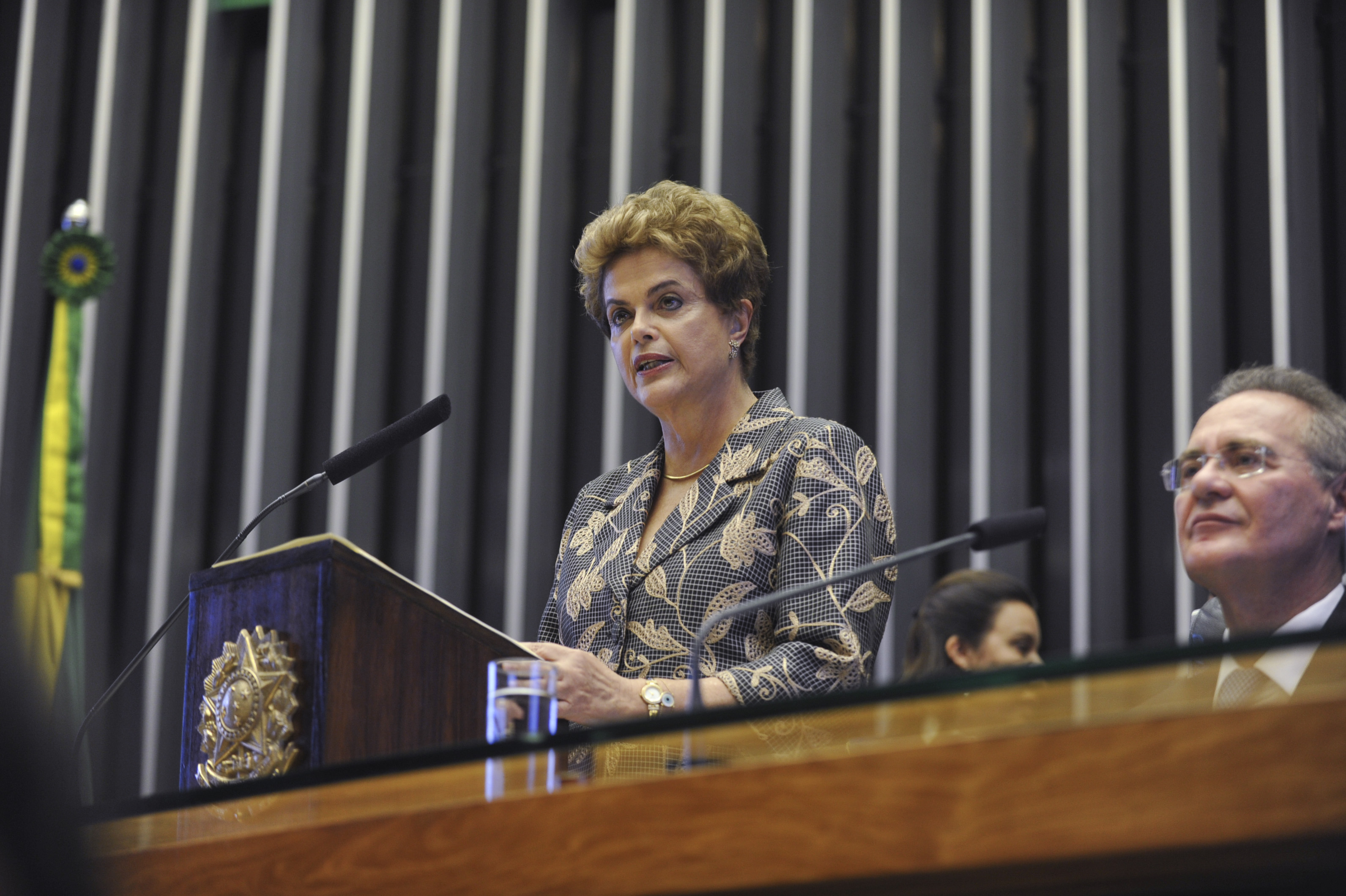
Dilma Rousseff s'exprimant devant le Congrès national du Brésil, le 2 février 2016.

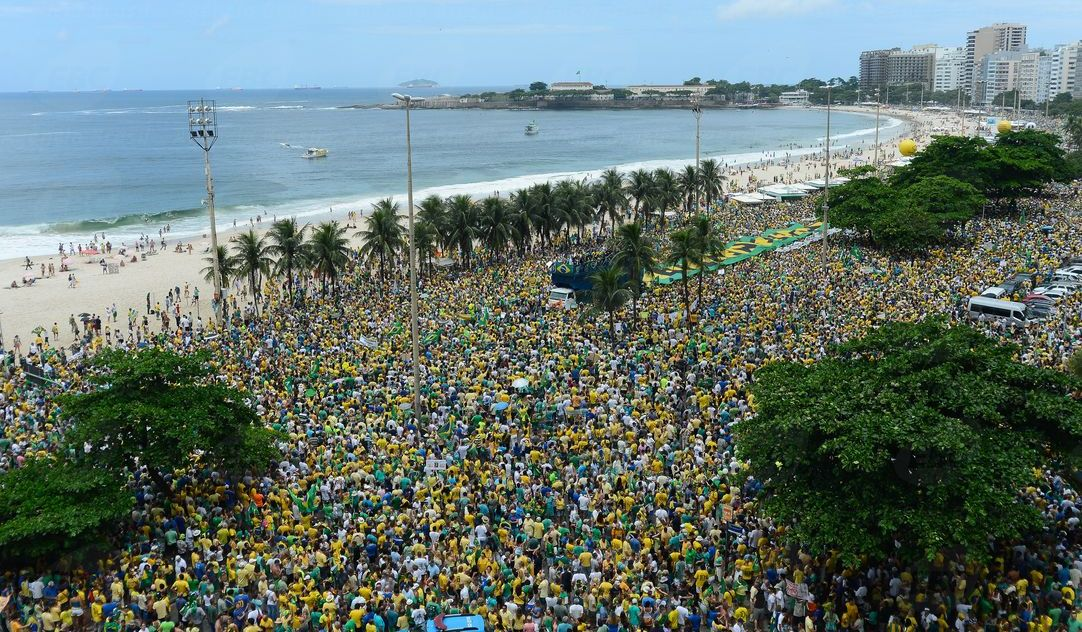
Manifestation contre Dilma Rousseff, le 13 mars 2016, à Rio de Janeiro.

En octobre 2015, le Tribunal des comptes de l'Union (TCU) appelle les parlementaires brésiliens à rejeter les comptes publics de l'État de 2014, année de la réélection de Dilma Rousseff, au motif qu'ils auraient été sciemment entachés d'irrégularités. Afin de minimiser l'importance des déficits publics, la présidente a en effet signé, en 2014 et 2015, des décrets faisant supporter provisoirement à des banques publiques des milliards de réaux de dépenses incombant au gouvernement,. Elle a également approuvé des dépenses non inscrites à la loi de finances sans demander l'accord préalable du Parlement. Cependant, le procureur fédéral chargé du dossier estime que les procédures comptables pour lesquelles elle est mise en cause ne constituent pas un délit.
Face à ces accusations de manipulations comptables, le président de la Chambre des députés, Eduardo Cunha, hésite dans un premier temps sur la stratégie à suivre alors qu'il est lui-même mis en examen pour corruption passive et blanchiment d’argent. Il lance finalement une procédure d'impeachment contre la présidente le 2 décembre 2015. Dilma Rousseff dénonce un « coup d'État » et se défend d’avoir commis un quelconque « crime de responsabilité » administrative pouvant justifier sa destitution. Elle affirme que ses prédécesseurs avaient également recours à cette pratique ; des médias soulignent cependant le fait que ses prédécesseurs s'étaient montrés plus mesurés,. En juin 2016, elle propose un référendum sur son maintien au pouvoir au cas où elle ne serait pas destituée.
Dans une conversation téléphonique enregistrée à son insu, le sénateur Romero Juca, chef du parti conservateur MDB, explique la constitution d'« un grand accord national » pour remplacer Rousseff par Temer, avec le concours du Tribunal suprême fédéral et des « généraux » de l’armée comme garantie.
Alors que la majorité des députés brésiliens font l'objet de poursuites judiciaires, le journal Le Monde indique que les soupçons d'enrichissement pesant sur elle concernent aussi « la grande majorité des députés » appelés à se prononcer sur sa destitution. Selon certaines analyses, le processus de destitution résulterait en réalité d'une sanction contre « les fautes diplomatiques, économiques et politiques qui ont contribué à faire d’elle la chef d’État la plus impopulaire de l’histoire de la jeune démocratie brésilienne »,,.
Les médias, pour la plupart concentrés entre les mains de six grandes familles, militent presque unanimement pour la destitution de Dilma Roussef et contre le Parti des travailleurs. Plus de trois millions et demi de Brésiliens manifestent le 13 mars 2016 pour réclamer le départ de la présidence de Dilma Rousseff, tandis que les études d'opinion indiquent que plus des deux tiers des Brésiliens souhaitent sa destitution,. Après le Parti du mouvement démocratique brésilien (PMDB) du vice-président Michel Temer, le Parti progressiste (PP), le Parti républicain brésilien (PRB) et le Parti social démocratique (PSD), tous membres de la coalition gouvernementale, donnent pour consigne de voter en faveur de la destitution. Dans le même temps, plusieurs ministres quittent le gouvernement.
Le 17 avril 2016, 367 députés se prononcent en faveur de la procédure de destitution, soit plus que la majorité des deux tiers (342 voix) qui était requise pour la poursuite de la procédure ; seuls 137 députés s'y opposent. Le vote se fait dans un climat de haine politique, un député d’extrême droite, Jair Bolsonaro, dédiant son vote en faveur de l'impeachment au colonel Ustra, qui avait torturé en personne Dilma Rousseff sous la junte militaire, tandis qu'un député d'extrême gauche évoque « des tortionnaires lâches, des politiques analphabètes et vendus, une farce sexiste »,.
Le Sénat, le 12 mai, vote la suspension de ses fonctions pour une durée maximale de 180 jours, par 55 voix contre 22. Le vice-président, Michel Temer, assure la présidence en son absence. La rupture de l'alliance entre le PMDB et le PT permet ainsi à Michel Temer de composer un nouveau gouvernement en coalition avec des partis comme le PSDB (centre-droit). Un second vote du Sénat, avec majorité des deux tiers, doit se tenir pour l'écarter définitivement du pouvoir,.
Le 27 juin, un rapport de trois experts du Sénat disculpe la présidente des accusations de manœuvres fiscales portées à son encontre par l'opposition. Il s'agissait pourtant de l'une des principales charges retenues contre elle dans la procédure de destitution dont elle est la cible.
Le 25 août, Ricardo Lewandowski, président du Tribunal fédéral suprême, ouvre son procès. En plus de la destitution, elle risque une peine d'inéligibilité de huit ans.

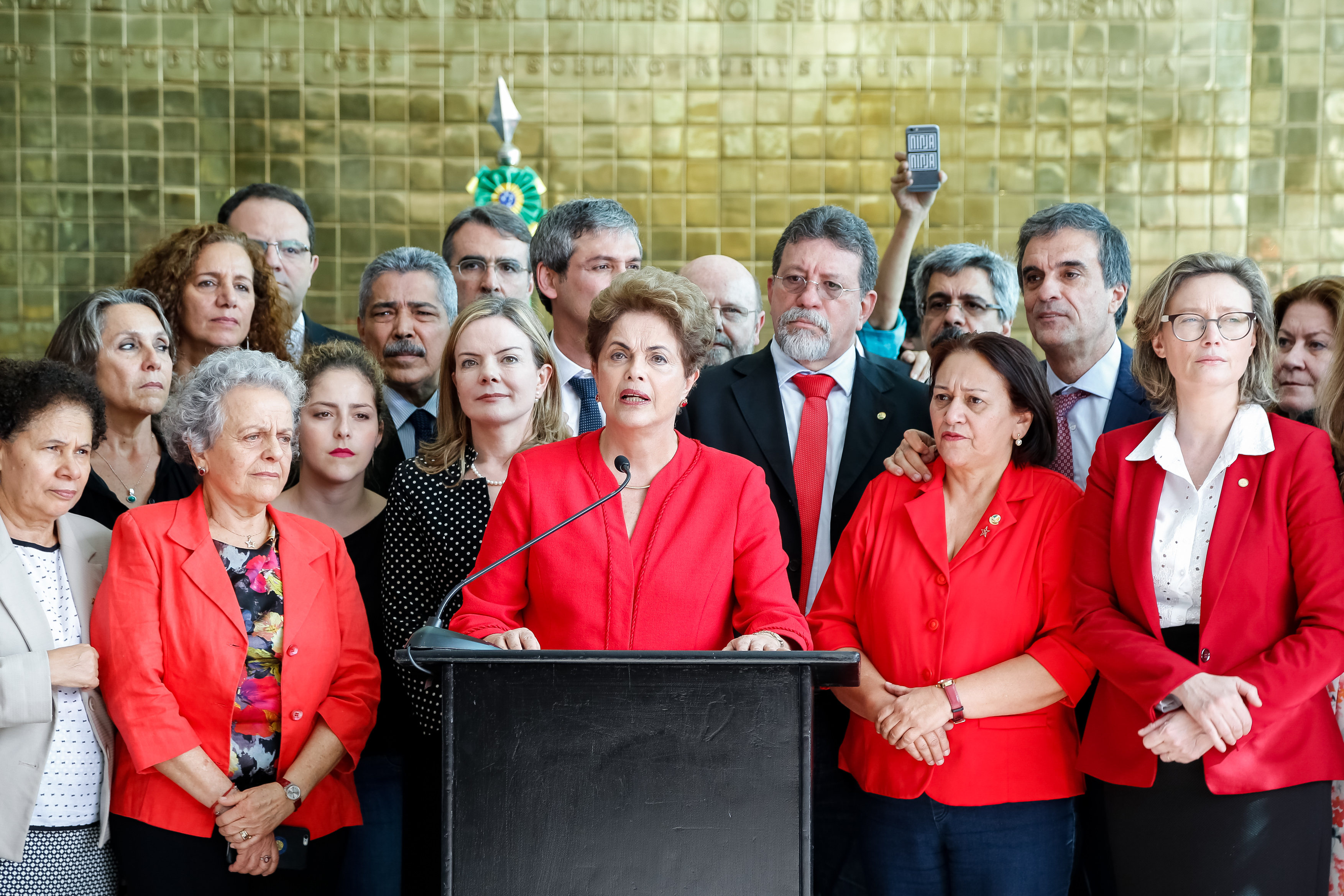
Dilma Rousseff réagissant à sa destitution, le 31 août 2016.

Le 31 août, elle est destituée par 61 voix pour et 20 contre. Cependant, le Sénat ne la déchoit pas de ses droits civiques (42 pour, 30 contre et 3 abstentions),. Ceci lui permettrait de concourir aux prochaines élections et notamment à l'élection présidentielle de 2018, ou aux législatives et aux sénatoriales, le cas échéant. Le lendemain 1er septembre, elle fait appel de la décision auprès de la Cour suprême.

### Après la présidence
Le 6 septembre 2016, une semaine après sa destitution, elle s'installe à Porto Alegre, après avoir quitté le palais présidentiel et Brasilia. En février 2017, elle annonce qu'elle ne se présentera pas à l'élection présidentielle de 2018.
Le 9 juin 2017, le Tribunal suprême électoral rejette, par quatre voix contre trois, l'invalidation de sa campagne de l'élection présidentielle de 2014, ce qui lui évite une peine d'inéligibilité de huit ans et permet à Michel Temer de rester au pouvoir.
Avec Lula, elle est inculpée, le 5 septembre 2017, pour des délits d'organisation criminelle commis entre 2002 et 2016 afin de détourner des fonds de Petrobras.
Elle brigue un mandat de sénatrice dans son État natal du Minas Gerais lors des élections parlementaires de 2018. Alors que les sondages la donnaient largement en tête du scrutin, elle arrive en quatrième position avec 15,4 % des voix,,.
En 2022, l’enquête de justice portant sur les accusations de manipulations comptables qui avaient servi de base à sa destitution est clôturée, le Ministère public fédéral du Brésil (MPF) n'ayant identifié aucun crime ou acte d'irrégularité administrative.

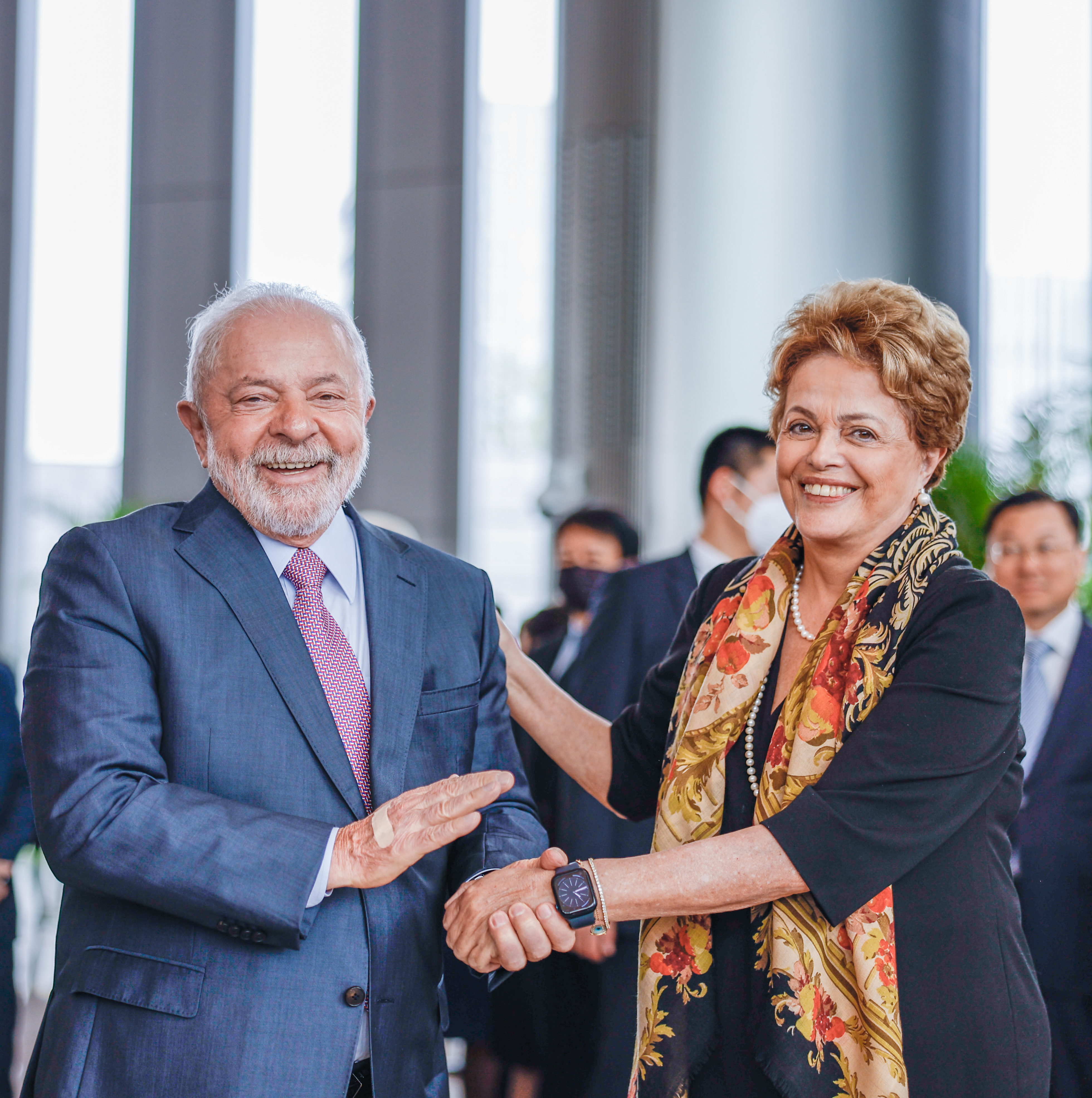
Lula et Dilma Rousseff en 2023.

Redevenu président de la République à la suite de l'élection présidentielle de 2022, Lula propose la candidature de Dilma Rousseff pour diriger la Nouvelle banque de développement, fondée en 2015 pour financer des projets d'infrastructures et de développement dans les BRICS. En mars 2023, elle est élue présidente de l'institution pour un mandat de deux ans, lors d'un vote unanime de son directoire. Elle exerce ses fonctions à Shanghai, avec une rémunération s'élevant à 500 000 dollars par an.